# Maja Sjöberg

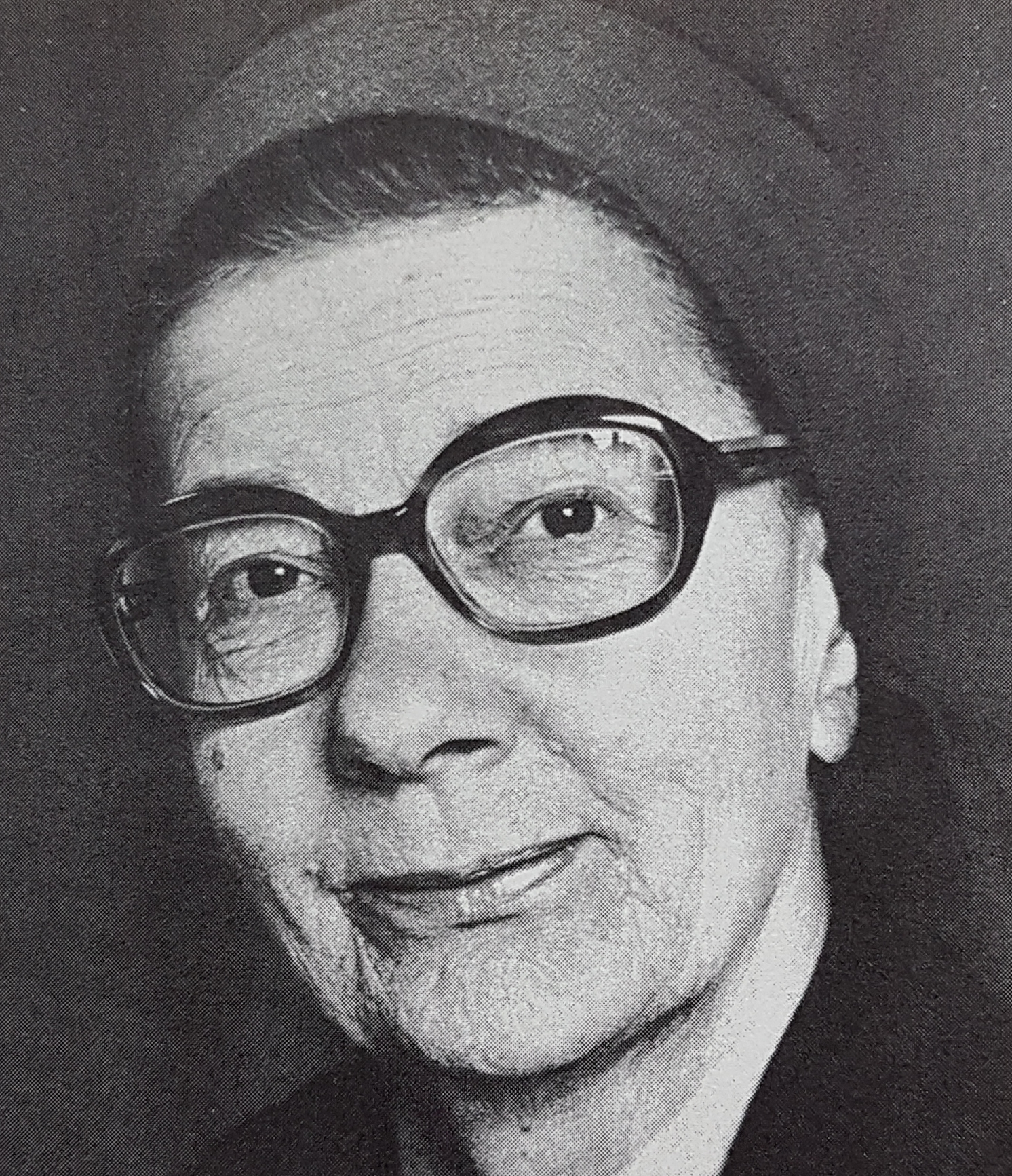
Maja Sjöberg

Alma Maria "Maja" Sofia Sjöberg, född 28 april 1914 i Stora Kil, Värmlands län, död 15 april 2012 i Karlstad, var en svensk målare.
Hon var dotter till köpmannen Emil Persson och Hanna Welin och från 1936 gift med tandläkaren Henry Sjöberg. Hon studerade vid Grünewalds målarskola i Stockholm 1945 och för Erling Ärlingsson 1947–1950 samt Sven Rapp i Karlstad 1950–1959 samt under studieresor till bland annat Spanien, Frankrike och Italien.  
Hon har ställt ut separat i Karlstad, Uppsala, Nässjö, Göteborg, Kil, Säffle, Sala museum och på Galleri Gripen. Tillsammans med Karin Ander och Lisa Holmström ställde hon ut i Karlstad. Hon har medverkat i samlingsutställningar och grupputställningar arrangerade av Värmlands konstförening på Värmlands museum sedan 1956 och med Norra Värmlands konstförenings höstsalonger i Torsby, på Galleri Gripen, Galleri Era, Luleå, Keane Meason Gallery i New York, Liljevalchs vårsalong och Liljevalchs Stockholmssalonger samt i Kristinehamn, Göteborg, Stockholm och Uppsala.
Hon tilldelades Värmlands konstförenings stipendium 1973. Hennes konst består huvudsakligen av stilleben och landskapsskildringar.
Sjöberg är representerad vid Värmlands museum, Värmlands läns landsting, Västerbottens läns landsting, Norrbottens läns landsting, Karlstad, Nässjö, Sala, Hammarö, Kil, Torsby, Hagfors kommuners samlingar.